# La Congrégation
Pour les articles homonymes, voir Congrégation.
La Congrégation est fondée en 1801 et dissoute en 1830.
Il s'agit d'une organisation religieuse qui a exercé une influence auprès du pouvoir politique. Dissoute deux fois, elle a été accusée de complot et d'espionnage.

## Origine
La Congrégation se veut être un héritage de la congrégation de la Sainte-Vierge fondée en 1560 par Jean Leunis, jésuite, qui était une congrégation mariale placée sous le patronage de « Marie, Secours des chrétiens ».
Par la suite, il y eut, en Europe et dans les pays de missions, des congrégations non seulement dans les collèges, mais aussi dans toutes les classes de la société : nobles, bourgeois, artisans, prêtres, soldats, etc[réf. nécessaire].

## Chronologie

### Création en 1801
La Congrégation est constituée le 2 février 1801 par le Père jésuite Jean-Baptiste Bourdier-Delpuits, chanoine de Paris. Cette organisation charitable, constituée de laïcs et d’ecclésiastiques, a joué un rôle politique et religieux important, notamment dans la défense de l’Église catholique, sous le Directoire, le Premier Empire et la Restauration en rassemblant des personnalités traditionalistes et ultras.
Elle se réunit alors, à l'origine, à l'hôtel du Lau d'Allemans, au n°29, rue Saint-Guillaume.
Cette association charitable du XIXe siècle a été active politiquement, liée aux Chevaliers de la Foi, notamment en jouant un rôle dans la diffusion des brefs pontificaux.
Elle favorisa la carrière de ses membres comme par exemple celle de Vincent Bonneau[réf. nécessaire]

### Dissolution en 1809
Vivement critiquée pour ses liens avec les États pontificaux, elle a été  accusée d'espionner à son profit, voire de comploter, et elle est dissoute en 1809 par décret impérial.

### Reconstitution en 1819
Elle est reconstituée en 1819 par l'abbé Legris-Duval et le jésuite Pierre Ronsin.
Elle possède une soixantaine de filiales en province et organise un réseau d’œuvres de charité.
De nombreux proches du Roi Charles X en faisaient partie, et elle a été accusée d'exercer une influence politique. Dans ses mémoires, Adèle d'Osmond, comtesse de Boigne, contemporaine aux événements, témoigne de l’influence très active et qu'elle juge rétrograde, de la hiérarchie catholique sur le Roi, le personnel politique, conservateurs et ultras. Elle-même monarchiste constitutionnelle, elle met ainsi en cause la responsabilité de la hiérarchie catholique dans la chute de la monarchie légitime en 1830.

### Dissolution en 1830
La Congrégation a été dissoute en 1830.

### Influence et postérité
Elle fut à l’origine de diverses associations caritatives ou autres comme la Société des Bonnes Œuvres, la Société catholique des bons livres dont le journaliste Pierre-Sébastien Laurentie (1793-1876) fut le secrétaire, l'Association pour la Défense de la Religion, ou encore le Refuge des jeunes condamnés[réf. nécessaire].
Parmi ses membres célèbres, on trouve le médecin Laennec (1781-1826), ou encore le mathématicien Augustin Louis Cauchy (1789-1857)[réf. nécessaire].